# 小行星21608
小行星21608（21608 Gloyna）是一颗绕太阳运转的小行星，为主小行星带小行星。该小行星于1999年4月7日发现。

## 轨道参数
小行星21608的轨道半长轴为2.3672676 UA，离心率为0.151。